# Édito de expulsão
O Édito de expulsão foi um decreto real emitido por Eduardo I da Inglaterra em 18 de julho de 1290 expulsando todos os judeus do Reino da Inglaterra. Eduardo disse aos xerifes de todos os condados que queria que todos os judeus fossem expulsos até o dia de Todos os Santos (1º de novembro) daquele ano. O édito de expulsão permaneceu em vigor pelo resto da Idade Média. O decreto não foi um incidente isolado, mas o culminar de mais de 200 anos de crescente anti-semitismo na Inglaterra. O decreto acabou sendo anulado mais de 350 anos depois, durante o Protetorado, quando Oliver Cromwell permitiu areas de assentamento dos judeus na Inglaterra em 1657.